# Coupe du monde de saut à ski 2010-2011
Navigation
Édition précédente Édition suivante
La coupe du monde de saut à ski 2010-2011 est la 32e édition de la coupe du monde de saut à ski, compétition de saut à ski organisée annuellement. Elle se déroule du 26 novembre 2010 au 20 mars 2011 entrecoupée par les championnats du monde d'Oslo entre le 24 février et le 6 mars 2011. La compétition débute dans la station de Kuusamo (Finlande) ; elle fait ensuite étape au cours de la saison en Allemagne (Oberstdorf, Garmisch-Partenkirchen, Willingen et Klingenthal), en Autriche (Innsbruck, Bischofshofen), en Finlande (Kuusamo, Kuopio et Lahti), au Japon (Sapporo), en Norvège (Lillehammer, Vikersund), en Pologne (Zakopane), en République tchèque (Harrachov), en Suisse (Engelberg) et en Slovénie (Planica).

## Classement général

### Points attribué à chaque compétition
| Place  | 1er | 2e | 3e | 4e | 5e | 6e | 7e | 8e | 9e | 10e | 11e | 12e | 13e | 14e | 15e | 16e | 17e | 18e | 19e | 20e | 21e | 22e | 23e | 24e | 25e | 26e | 27e | 28e | 29e | 30e |
| ------ | --- | -- | -- | -- | -- | -- | -- | -- | -- | --- | --- | --- | --- | --- | --- | --- | --- | --- | --- | --- | --- | --- | --- | --- | --- | --- | --- | --- | --- | --- |
| Points | 100 | 80 | 60 | 50 | 45 | 40 | 36 | 32 | 29 | 26  | 24  | 22  | 20  | 18  | 16  | 15  | 14  | 13  | 12  | 11  | 10  | 9   | 8   | 7   | 6   | 5   | 4   | 3   | 2   | 1   |

### Palmarès
| Rang | Nom                   | Points |
| ---- | --------------------- | ------ |
| 1    | Thomas Morgenstern    | 1757   |
| 2    | Simon Ammann          | 1364   |
| 3    | Adam Malysz           | 1153   |
| 4    | Andreas Kofler        | 1128   |
| 5    | Tom Hilde             | 903    |
| 6    | Martin Koch           | 840    |
| 7    | Severin Freund        | 769    |
| 8    | Matti Hautamaeki      | 764    |
| 9    | Gregor Schlierenzauer | 761    |
| 10   | Kamil Stoch           | 739    |

| Rang | Pays      | Points |
| ---- | --------- | ------ |
| 1    | Autriche  | 7508   |
| 2    | Norvège   | 4683   |
| 3    | Pologne   | 3239   |
| 4    | Allemagne | 3155   |
| 5    | Finlande  | 2443   |
| 6    | Japon     | 1697   |
| 7    | Slovénie  | 1668   |
| 8    | Suisse    | 1364   |
| 9    | Tchéquie  | 1091   |
| 10   | Russie    | 446    |

## Calendrier
| Date                                                              | Lieu                                            | Épreuve                                         | Vainqueur                                                                                | Deuxième                                                                            | Troisième                                                                        |
| ----------------------------------------------------------------- | ----------------------------------------------- | ----------------------------------------------- | ---------------------------------------------------------------------------------------- | ----------------------------------------------------------------------------------- | -------------------------------------------------------------------------------- |
| 27 novembre 2010                                                  | Kuusamo                                         | Team HS142                                      | Autriche - Thomas Morgenstern - Wolfgang Loitzl - Andreas Kofler - Gregor Schlierenzauer | Norvège - Bjoern Einar Romoeren - Anders Bardal - Anders Jacobsen - Tom Hilde       | Japon - Shohei Tochimoto - Noriaki Kasai - Taku Takeuchi - Daiki Ito             |
| 28 novembre 2010                                                  | Kuusamo                                         | HS142                                           | Andreas Kofler                                                                           | Thomas Morgenstern                                                                  | Simon Ammann                                                                     |
| 1er décembre 2010                                                 | Kuopio                                          | HS127                                           | Ville Larinto                                                                            | Matti Hautamaeki                                                                    | Simon Ammann                                                                     |
| 4 décembre 2010                                                   | Lillehammer                                     | HS138                                           | Thomas Morgenstern                                                                       | Johan Remen Evensen                                                                 | Tom Hilde                                                                        |
| 5 décembre 2010                                                   | Lillehammer                                     | HS138                                           | Thomas Morgenstern                                                                       | Ville Larinto                                                                       | Simon Ammann                                                                     |
| 12 décembre 2010                                                  | Harrachov                                       | HS142                                           | Compétitions annulées en raison du fort vent                                             | Compétitions annulées en raison du fort vent                                        | Compétitions annulées en raison du fort vent                                     |
| 12 décembre 2010                                                  | Harrachov                                       | HS142                                           | Compétitions annulées en raison du fort vent                                             | Compétitions annulées en raison du fort vent                                        | Compétitions annulées en raison du fort vent                                     |
| 17 décembre 2010                                                  | Engelberg                                       | HS137                                           | Thomas Morgenstern                                                                       | Andreas Kofler                                                                      | Wolfgang Loitzl                                                                  |
| 18 décembre 2010                                                  | Engelberg                                       | HS137                                           | Thomas Morgenstern                                                                       | Adam Malysz                                                                         | Matti Hautamaeki                                                                 |
| 19 décembre 2010                                                  | Engelberg                                       | HS137                                           | Andreas Kofler                                                                           | Thomas Morgenstern                                                                  | Adam Malysz                                                                      |
| Tournée des quatre tremplins (29 décembre 2010 au 6 janvier 2011) |                                                 |                                                 |                                                                                          |                                                                                     |                                                                                  |
| 29 décembre 2010                                                  | Oberstdorf                                      | HS137                                           | Thomas Morgenstern                                                                       | Matti Hautamaeki                                                                    | Manuel Fettner                                                                   |
| 1er janvier 2011                                                  | Garmisch                                        | HS140                                           | Simon Ammann                                                                             | Pavel Karelin                                                                       | Adam Malysz                                                                      |
| 3 janvier 2011                                                    | Innsbruck                                       | HS130                                           | Thomas Morgenstern                                                                       | Adam Malysz                                                                         | Tom Hilde                                                                        |
| 6 janvier 2011                                                    | Bischofshofen                                   | HS140                                           | Tom Hilde                                                                                | Thomas Morgenstern                                                                  | Andreas Kofler                                                                   |
| Classement final - Tournée des quatre tremplins                   | Classement final - Tournée des quatre tremplins | Classement final - Tournée des quatre tremplins | Thomas Morgenstern                                                                       | Simon Ammann                                                                        | Tom Hilde                                                                        |
| Fin de la Tournée des quatre tremplins                            |                                                 |                                                 |                                                                                          |                                                                                     |                                                                                  |
| 8 janvier 2011                                                    | Harrachov                                       | HS205                                           | Martin Koch                                                                              | Thomas Morgenstern                                                                  | Adam Malysz                                                                      |
| 9 janvier 2011                                                    | Harrachov                                       | HS205                                           | Thomas Morgenstern                                                                       | Simon Ammann                                                                        | Roman Koudelka                                                                   |
| 15 janvier 2011                                                   | Sapporo                                         | HS134                                           | Severin Freund                                                                           | Thomas Morgenstern                                                                  | Adam Malysz                                                                      |
| 16 janvier 2011                                                   | Sapporo                                         | HS134                                           | Andreas Kofler                                                                           | Severin Freund                                                                      | Thomas Morgenstern                                                               |
| 21 janvier 2011                                                   | Zakopane                                        | HS134                                           | Adam Malysz                                                                              | Andreas Kofler                                                                      | Severin Freund                                                                   |
| 22 janvier 2011                                                   | Zakopane                                        | HS134                                           | Simon Ammann                                                                             | Thomas Morgenstern                                                                  | Tom Hilde                                                                        |
| 23 janvier 2011                                                   | Zakopane                                        | HS134                                           | Kamil Stoch                                                                              | Tom Hilde                                                                           | Michael Uhrmann                                                                  |
| 29 janvier 2011                                                   | Willingen                                       | Team HS145                                      | Autriche - Gregor Schlierenzauer - Martin Koch - Andreas Kofler - Thomas Morgenstern     | Allemagne - Michael Uhrmann - Martin Schmitt - Michael Neumayer - Severin Freund    | Pologne - Kamil Stoch - Piotr Zyla - Stefan Hula - Adam Malysz                   |
| 30 janvier 2011                                                   | Willingen                                       | HS145                                           | Severin Freund                                                                           | Martin Koch                                                                         | Simon Ammann                                                                     |
| 2 février 2011                                                    | Klingenthal                                     | HS140                                           | Kamil Stoch                                                                              | Thomas Morgenstern                                                                  | Simon Ammann                                                                     |
| 5 février 2011                                                    | Oberstdorf                                      | HS213                                           | Martin Koch                                                                              | Tom Hilde                                                                           | Gregor Schlierenzauer                                                            |
| 6 février 2011                                                    | Oberstdorf                                      | Team HS213                                      | Autriche - Thomas Morgenstern - Andreas Kofler - Gregor Schlierenzauer - Martin Koch     | Norvège - Johan Remen Evensen - Anders Jacobsen - Bjoern Einar Romoeren - Tom Hilde | Allemagne - Michael Uhrmann - Richard Freitag - Michael Uhrmann - Severin Freund |
| 12 février 2011                                                   | Vikersund                                       | HS225                                           | Gregor Schlierenzauer Johan Remen Evensen                                                |                                                                                     | Simon Ammann                                                                     |
| 13 février 2011                                                   | Vikersund                                       | HS225                                           | Gregor Schlierenzauer                                                                    | Johan Remen Evensen                                                                 | Adam Malysz                                                                      |
| Championnats du monde (24 février 2011 au 6 mars 2011)            |                                                 |                                                 |                                                                                          |                                                                                     |                                                                                  |
| 12 mars 2011                                                      | Lahti                                           | Team HS130                                      | Autriche - Gregor Schlierenzauer - Martin Koch - Andreas Kofler - Thomas Morgenstern     | Norvège - Anders Bardal - Johan Remen Evensen - Anders Jacobsen - Tom Hilde         | Pologne - Tomasz Byrt - Piotr Zyla - Kamil Stoch - Adam Malysz                   |
| 13 mars 2011                                                      | Lahti                                           | HS130                                           | Simon Ammann                                                                             | Andreas Kofler                                                                      | Severin Freund                                                                   |
| 18 mars 2011                                                      | Planica                                         | HS215                                           | Gregor Schlierenzauer                                                                    | Thomas Morgenstern                                                                  | Martin Koch                                                                      |
| 19 mars 2011                                                      | Planica                                         | Team HS215                                      | Autriche - Thomas Morgenstern - Andreas Kofler - Martin Koch - Gregor Schlierenzauer     | Norvège - Anders Bardal - Johan Remen Evensen - Bjoern Einar Romoeren - Tom Hilde   | Slovénie - Peter Prevc - Jernej Damjan - Jurij Tepes - Robert Kranjec            |
| 20 mars 2011                                                      | Planica                                         | HS215                                           | Kamil Stoch                                                                              | Robert Kranjec                                                                      | Adam Malysz                                                                      |